# Tom & Jerry: Operazione spionaggio
Tom & Jerry: Operazione spionaggio (Tom & Jerry: Spy Quest) è un film d'animazione del 2015 prodotto dalla Turner Entertainment e distribuito tramite video on demand il 9 giugno 2015 dalla Warner Bros. Animation. In Italia è uscito il 16 luglio 2015.
Il film rappresenta l'incontro tra i personaggi di Tom & Jerry e Jonny Quest della famiglia Hanna-Barbera entrambi senza l'assistenza dei due storici produttori e registi William Hanna e Joseph Barbera scomparsi nel 2001 e nel 2006.

## Trama
In una giornata estiva nel sud della Florida, Tom, Jerry, Spike, Tyke e Droopy uniscono le forze per sconfiggere il terribile scienziato pazzo Dottor Zin.

## Doppiaggio
| Personaggio                  | Doppiatore originale | Doppiatore italiano |
| ---------------------------- | -------------------- | ------------------- |
| Tom il gatto                 | William Hanna        | Roberto Stocchi     |
| Jerry il topo                | William Hanna        | Margherita De Risi  |
| Tyke                         | William Hanna        | Antonella Baldini   |
| Banditi                      |                      |                     |
| Jonny Quest                  | Reese Hartwig        | Lorenzo Crisci      |
| dottor Benton Quest          | Eric Bauza           | Vittorio Guerrieri  |
| Race Bannon                  | Michael Hanks        | Saverio Indrio      |
| Jezebel Jade                 | Tia Carrere          | Sabrina Duranti     |
| dottor Zin                   | James Hong           | Oliviero Dinelli    |
| Droopy                       | Joe Alaskey          | Goffredo Matassi    |
| Tin                          | Greg Ellis           | Alessandro Budroni  |
| Pan                          | Jess Harnell         | Mino Caprio         |
| Alley                        | Richard McGonagle    | Roberto Draghetti   |
| Hadji                        | Arnie Pantoja        | Nanni Baldini       |
| Carol                        | Grey DeLisle         | Laura Romano        |
| Presidente degli Stati Uniti | Tim Matheson         | Oliviero Corbetta   |
| Spike                        | Spike Brandt         | Pierluigi Astore    |